# 第330步兵師 (德國國防軍)
德國國防軍陸軍第330步兵師（德語：330. Infanterie-Division）是納粹德國國防軍陸軍的一個步兵師。該師於1941年12月組建。
該師組建後，調往東線，此後一直在當地作戰。
該師最後於1943年11月遭受重創後解散。

## 註腳
1. ↑  Mitcham（2007年）